# КНДР на зимних Олимпийских играх 1964
КНДР принимала участие в Зимних Олимпийских играх 1964 года в Инсбруке (Австрия) в первый раз за свою историю и завоевала одну серебряную медаль.

## Медалисты
| Медаль  | Спортсмен     | Вид спорта         | Дисциплина           |
| ------- | ------------- | ------------------ | -------------------- |
| Серебро | Хан Пхиль Хва | Конькобежный спорт | Женщины, 3000 метров |